# Сборная Кубы по футболу
Сборная Кубы по футболу (исп. Selección de fútbol de Cuba) — национальная футбольная сборная, представляющая Кубу на международных матчах по футболу. Основана в 1930 году. Контролируется и управляется Ассоциацией футбола Кубы.
Первая сборная из стран Карибского бассейна, выступившая на чемпионате мира (ЧМ-1938). Наивысшая позиция в рейтинге ФИФА — 46 место (ноябрь—декабрь 2006).

## История
В марте 2021 года в рамках подготовки к отборочному турниру чемпионата мира 2022 в сборную Кубы впервые в её истории были вызваны сразу несколько игроков, выступающих в Европе, среди них: Хоэль Апестегия (Сан-Марино), Кавафе (Испания) и выступавший в Англии под немецким гражданством Онель Эрнандес. Также в состав сборной вернулись некоторые футболисты, выступавшие за неё ранее, например, покинувший Кубу в 2015 году и с тех пор проживающий в США Хорхе Луис Корралес.

## Статистика выступлений в официальных турнирах

### Чемпионат мира
- 1930 — не участвовала
- 1934 — не прошла квалификацию
- 1938 — 1/4 финала
- 1950 — не прошла квалификацию
- 1954 — заявка не принята ФИФА[4]
- 1958 по 1962 — не участвовала
- 1966 — не прошла квалификацию
- 1970 — заявка не принята ФИФА[4]
- 1974 — не участвовала
- 1978 по 1982 — не прошла квалификацию
- 1986 — не участвовала
- 1990 — не прошла квалификацию
- 1994 — отозвала заявку
- 1998 по 2026 — не прошла квалификацию

### Золотой кубок КОНКАКАФ

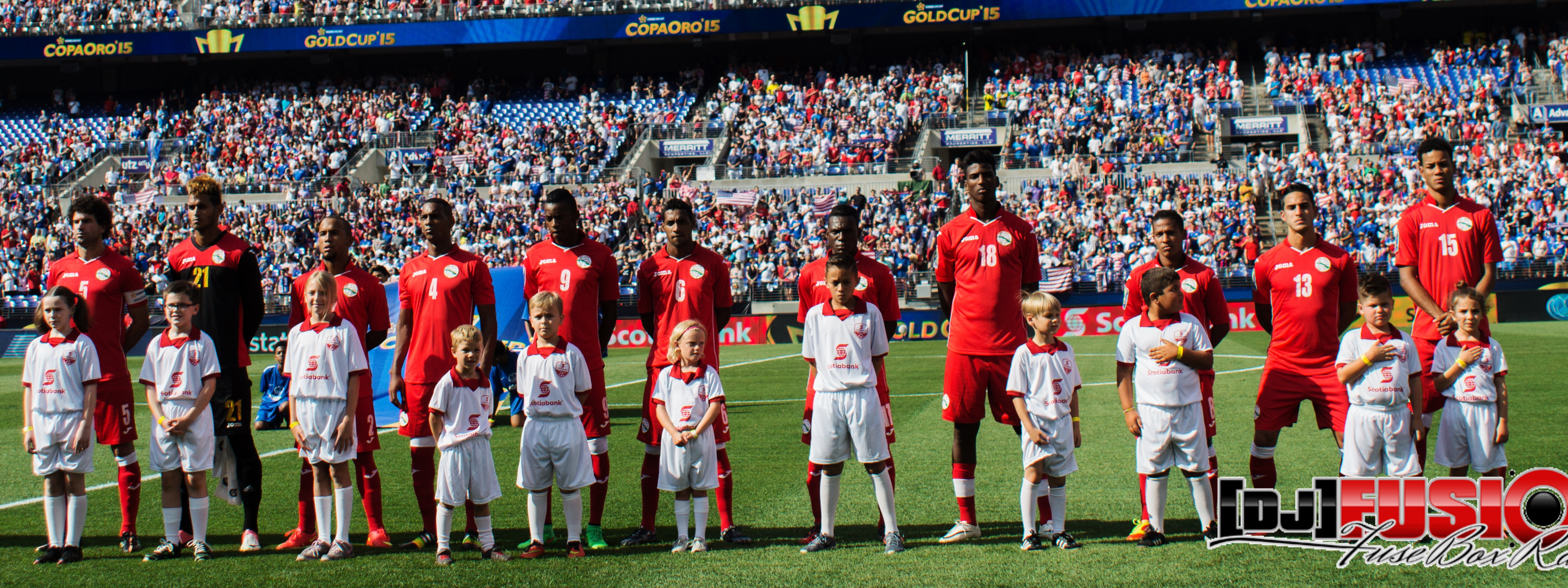
Сборная Кубы на Золотом кубке КОНКАКАФ 2015

- 1991 — отозвала заявку во время финальной стадии квалификационного турнира
- 1993 — не участвовала
- 1996 — не прошла квалификацию
- 1998 — групповой этап
- 2000 — не прошла квалификацию
- 2002 — групповой этап
- 2003 — 1/4 финала
- 2005 — групповой этап
- 2007 — групповой этап
- 2009 — прошла квалификацию, но решила не принимать участие[5]
- 2011 — групповой этап
- 2013 — 1/4 финала
- 2015 — 1/4 финала
- 2017 — не прошла квалификацию
- 2019 — групповой этап
- 2023 — групповой этап

### Карибский кубок
- 1999 — 2-е место
- 2001 — 4-е место
- 2005 — 2-е место
- 2007 — 3-е место
- 2008 — 4-е место
- 2010 — 3-е место
- 2012 — чемпион
- 2014 — 4-е место
- 2017 — не прошла квалификацию

## Текущий состав
Следующие игроки были вызваны в состав сборной главным тренером Пабло Эльером Санчесом для участия в матчах отборочного турнира чемпионата мира 2022 против сборной Гватемалы (24 марта 2021) и сборной Кюрасао (28 марта 2021).
Игры и голы приведены по состоянию на 31 января 2021 года:
|  | Вр  | Санди Санчес        | 24 мая 1994 (31 год)      | 19 | 1 | Навегантис         |  |  |
|  | Вр  | Нельсон Джонстон    | 25 февраля 1990 (35 лет)  | 7  | 0 | Сантьяго-де-Куба   |  |  |
|  | Вр  | Эльер Посо          | 28 января 1995 (30 лет)   | 2  | 0 | Пинар-дель-Рио     |  |  |
|  |     |                     |                           |    |   |                    |  |  |
|  | Защ | Хорхе Корралес      | 20 мая 1991 (34 года)     | 34 | 1 | Талса              |  |  |
|  | Защ | Эрик Рисо           | 28 февраля 1991 (34 года) | 21 | 0 | Сантьяго-де-Куба   |  |  |
|  | Защ | Йосель Пьедра       | 27 марта 1994 (31 год)    | 20 | 0 | Депортиво Санарате |  |  |
|  | Защ | Дарьель Морехон     | 22 декабря 1998 (26 лет)  | 14 | 0 | Вилья-Клара        |  |  |
|  | Защ | Сандро Кутиньо      | 3 марта 1995 (30 лет)     | 2  | 0 | Навегантис         |  |  |
|  | Защ | Юниор Перес         | 1 января 2002 (23 года)   | 0  | 0 | Гуантанамо         |  |  |
|  | Защ | Кавафе              | 25 апреля 1999 (26 лет)   | 0  | 0 | Навалькарнеро      |  |  |
|  |     |                     |                           |    |   |                    |  |  |
|  | ПЗ  | Аричель Эрнандес    | 20 сентября 1993 (31 год) | 22 | 2 | Универсидад О&М    |  |  |
|  | ПЗ  | Роландо Абреу       | 15 мая 1992 (33 года)     | 17 | 0 | Сантьяго-де-Куба   |  |  |
|  | ПЗ  | Карель Эспино       | 27 октября 2001 (23 года) | 9  | 0 | Артемиса           |  |  |
|  | ПЗ  | Жан Карлос Родригес | 27 мая 1999 (26 лет)      | 7  | 0 | Пинар-дель-Рио     |  |  |
|  | ПЗ  | Хосе Альберто Перес | 15 сентября 1999 (25 лет) | 4  | 0 | Гавана             |  |  |
|  | ПЗ  | Асмел Нуньес        | 1 января 2000 (25 лет)    | 0  | 0 | Вилья-Клара        |  |  |
|  | ПЗ  | Норгеман Родригес   | 10 апреля 1996 (29 лет)   | 0  | 0 | Вилья-Клара        |  |  |
|  | ПЗ  | Онель Эрнандес      | 1 февраля 1993 (32 года)  | 0  | 0 | Норвич Сити        |  |  |
|  |     |                     |                           |    |   |                    |  |  |
|  | Нап | Майкель Рейес       | 4 марта 1993 (32 года)    | 14 | 2 | Реал Сосьедад      |  |  |
|  | Нап | Луис Парадела       | 21 января 1997 (28 лет)   | 13 | 5 | Сантос де Гуапилес |  |  |
|  | Нап | Сандер Фернандес    | 19 июля 1987 (37 лет)     | 12 | 0 | Навегантис         |  |  |
|  | Нап | Ясниэль Матос       | 1 января 2000 (25 лет)    | 0  | 0 | Ольгин             |  |  |
|  | Нап | Хоэль Апестегия     | 17 декабря 1983 (41 год)  | 0  | 0 | Тре Фьори          |  |  |

## Форма

### Домашняя
| ЧМ-1938 | КОНКАКАФ 2019 | КОНКАКАФ 2023 |

### Гостевая
| КОНКАКАФ 2019 | КОНКАКАФ 2023 |

Источники:,